# Korybut

Korybut is een van de oudste Poolse heraldische clans (ród herbowy) van middeleeuws Polen en later het Pools-Litouwse Gemenebest. De huizen van Wiśniowiecki en Zbaraski en elf andere geslachten waren verbonden aan deze clan. Het bracht de volgende beroemde telgen voort:
- Huis Wiśniowiecki
  - Koning Michaël Korybut Wiśniowiecki
  - Prins Dmytro Vyshnevetsky
  - Prins Michał Zbaraski Wiśniowiecki
  - Prins Jeremi Wiśniowiecki
- Huis Zbaraski
  - Krzysztof Zbaraski
  - Jerzy Zbaraski
- Hertog Sigismund Korybut

## Variaties op het wapen van Korybut

Wapen van koning Michaël Korybut Wiśniowiecki
Wapen van Grabowski IX Hrabia
Wapen van het geslacht Daszkiewicz
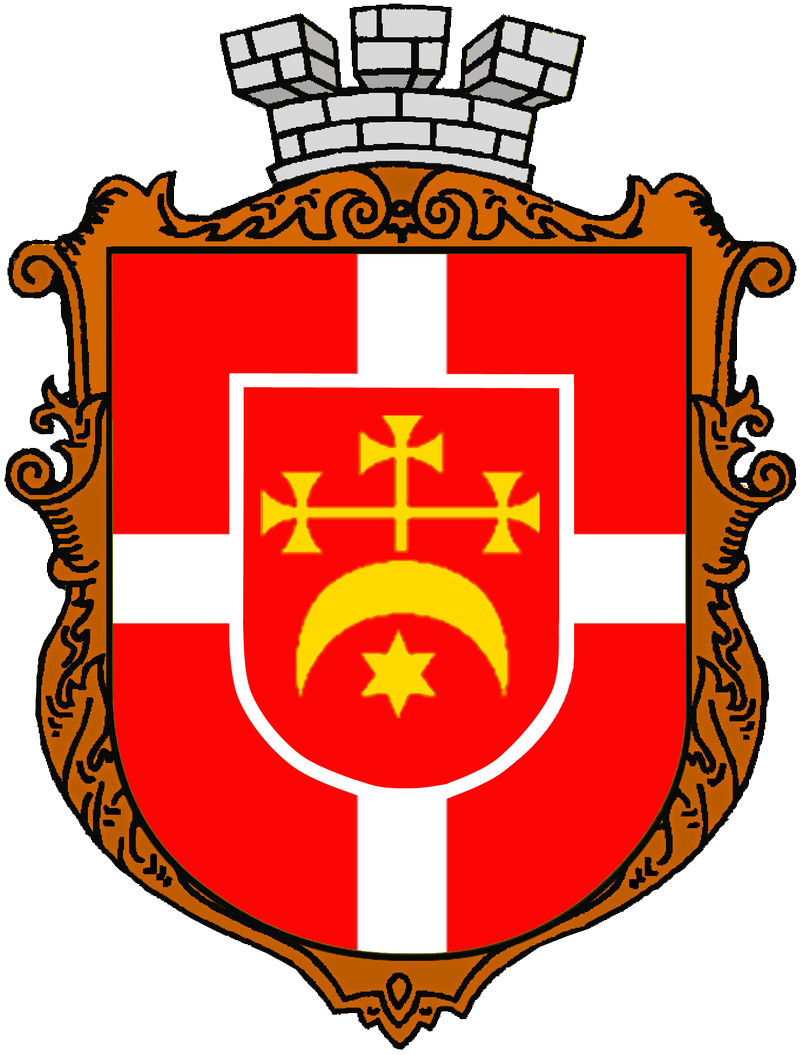
Stadswapen van Vyshnivets